# Luna Barn
Luna Barn is een opnamestudio in Ternat (België). De studio werd halverwege jaren negentig opgericht door songschrijver Luc Crabbe (Betty Goes Green, Telstar).  
Meer dan honderd artiesten maakten gebruik van de Luna Barn Studio, zoals Starflam, Urban Trad, Willy Willy and the Voodoo Band, Kloot Per W, Marky Ramone (The Ramones), Freaky Age, The Old Bastards (met Bea Van Der Maat), Satellite City, Jan Hautekiet & Patrick Riguelle, Murdock en Strawdogs.
In 2015 werd er het album "When The Owl Cries" van Irish Coffee opgenomen.